# Disney's Animal Kingdom Villas
Disney's Animal Kingdom Villas es un resort de Disney Vacation Club localizado en Disney's Animal Kingdom Lodge en Walt Disney World Resort.
Disney's Animal Kingdom Villas se encuentra en el área de resorts de Animal Kingdom, junto a Disney's Animal Kingdom.

## Historia
Disney's Animal Kingdom Villas es el octavo resort de Disney Vacation Club, y el quinto localizado en el Walt Disney World Resort.
La primera fase se abrió en verano de 2007 con 216 habitaciones en los pisos quinto y sextos de Disney's Animal Kingdom Lodge, el cual abrió en 2001. Más tarde se añadieron 492 habitaciones en un edificio nuevo, Kidani Village, el cual abrió por fases y se completó en 2009. El edificio principal de Disney's Animal Kingdom Lodge fue renombrado como Jambo House para evitar confusiones entre ambos edificios. El desarrollo fue originalmente anunciado en octubre de 2006.

## Resort
Disney's Animal Kingdom Villas – Kidani Village es un alojamiento de estilo africano que incluyen pequeñas cocinas o unidades con varias habitaciones y cocina. Tiene más de 30 especies animales libres en 8,49 hectáreas de sabanas.
El recibidor y las villas de Kidani Village se extiende por el exterior para parecerse a la forma de los cuernos de un búfalo de agua.
Por dentro, el resort tiene una decoración y arquitectura de estilos africanos.
Fuera del edificio principal, pantanos rodean el edificio con arbustos africanos indígenas.

## Restaurante
Hay varios restaurantes en Disney's Animal Kingdom Villas:
Sanaa está localizado en Kidani Village.
Jiko – The cooking place en Jambo House.
Boma - Flavors of Africa en Jambo House.
The Mara también en Jambo House.
Se pueden tomar bebidas y snacks ligeros en los bares de la piscina y en el vestíbulo de Kidani Village.

## Transporte
Disney's Animal Kingdom Villas tiene un servicio de transporte por autobús manejado por Disney Transport que traslada a los huéspedes a los cuatro parques temáticos principales: Magic Kingdom, Animal Kingdom, Epcot y Disney's Hollywood Studios. También se puede llegar a Disney Springs y a los parques acuáticos Disney's Blizzard Beach y Disney's Typhoon Lagoon en autobús. Los autobuses van primero a Kidani Village y luego a Jambo House para que suba o bajen huéspedes. Los autobuses con destino Disney Springs realizan la ruta en sentido inverso, comenzando en Jambo House y luego pasando por Kidani Village. También hay camionetas que se mueven entre las dos localizaciones.

## Entretenimiento
Se puede visitar las sabanas Sunset y Pembe, donde se encuentran diferentes especies de animales de África.
Entre los animales que se pueden observar en la sabana están el: Ankole-Watusi, bontebok, antílope eland común, cebra, kudu mayor, impala, okapi, asnos salvajes africanos, potamoquero rojo, cebra de montaña, cebra de llanuras, niala, jirafa reticulada, antílope ruano, antílope sable, gacela de Thomson, antílope acuático, ñu azul, cálao terrestre norteño, gruya del paraíso, gruya coronada cuelligrís, flamenco común, marabú africano, avestruz, pelícano rosado, ganso espolonado, gallinas de Guinea y buitre mopeado.
Otras ofertas de entretenimiento incluyen una piscina de 1400 metros cuadrados, con un tobogán de 40 metros de largo , un pabellón para barbacoas,media cancha de baloncesto y una pista de shuffleboard.